# Elecciones legislativas de Rusia de 2007
Las elecciones legislativas en la Federación Rusa, se realizaron el día 2 de diciembre de 2007, para asignar los 450 escaños de la Duma Estatal (en ruso: Государственная дума), la cámara baja de la Asamblea Federal de Rusia, el poder legislativo.

## Sistema electoral
El sistema usado exclusivamente fue el escrutinio proporcional plurinominal en virtud de una ley aprobada en 2005 por iniciativa del Presidente Vladímir Putin, quien afirmó entonces que fortalecería el sistema de partidos al reducir su número en la Duma.
En las anteriores la mitad de los escaños se cubrieron utilizando la representación proporcional y la otra mitad con escrutinio uninominal mayoritario.
También fue la primera elección parlamentaria desde 1993 sin la opción "voto en blanco" incluida en la papeleta electoral, así como las primeras elecciones sin cuota mínima de participación para ser consideradas válidas.
En 2007, los 225 distritos unipersonales fueron abolidos. En las de 2003, 100 de esos escaños fueron obtenidos por candidatos independientes o de partidos minoritarios. Todos los puestos fueron adjudicados por representación proporcional. El umbral de elegibilidad para ganar escaños se elevó del 5% al 7%. En 2003 cuatro partidos que superaron el 7,0 por ciento de la lista de votación, colectivamente sumaron el 70,7 por ciento de la capacidad de voto de la Duma.
Solamente los partidos oficiales eran elegibles y además no podían formar bloque para mejorar sus posibilidades de superar la barrera del 7%, siempre que las partes en la Duma representen al menos al 60% de los votantes y que haya al menos dos partidos en la Duma.
Hubo once partidos con derecho a participar en las elecciones a la Duma, cuyos escaños se asignan a las personas de las listas de los partidos ganadores, ordenados según su porcentaje.
Cualquier miembro que dimita de su partido automáticamente pierde su asiento.

## Resultados
La participación en las elecciones fue de un 63,78%.
Cuatro partidos superaron la barrera del 7%, siendo el más votado Rusia Unida con 64,30% de los votos. Le siguieron el Partido Comunista de la Federación Rusa con 11,57%, el Partido Liberal Democrático de Rusia con 8,14% y Rusia Justa con 7,74%.
Los otros 7 partidos que participaron en las elecciones no pudieron entrar en la Duma al no alcanzar ninguno de ellos el 7% necesario. Entre estos partidos el más votado fue el Partido Agrario Ruso que solo consiguió el 2,3% de los votos.
| Partido | Votos       | Votos  | Votos | Escaños | Escaños | Escaños |
| Partido | #           | %      | ±     | #       | ±       | %       |
| --- | ----------- | ------ | ----- | ------- | ------- | ------- |
| Rusia Unida (Единая Россия, Edinaya Rossiya)                                                                                           | 44,714,241  | 64.30  | 26.73 | 315     | 92      | 70,0    |
| Partido Comunista de la Federación Rusa (Коммунистическая Партия Российской Федерации, Kommunističeskaya Partiya Rossiyskoy Federacii) | 8,046,886   | 11.57  | 1.04  | 57      | 5       | 12,7    |
| Partido Liberal-Demócrata de Rusia (Либерально-демократическая Партия России, Liberal'no-demokratičeskaya Partiya Rossii)              | 5,660,823   | 8.14   | 3.31  | 40      | 4       | 8,9     |
| Rusia Justa (Справедливая Россия, Spravedlivaya Rossiya)                                                                               | 5,383,639   | 7.74   | 7.74  | 38      | 1       | 8,4     |
| Partido Agrario Ruso (Аграрная Партия России, Agrarnaya Partiya Rossii)                                                                | 1,600,234   | 2.30   | 1.33  | 0       | 2       | 0       |
| Partido Democrático Ruso "Yabloko" (Российская Демократическая Партия "Яблоко", Rossiyskaya Demokratičeskaya Partiya "Yabloko")        | 1,108,985   | 1.59   | −2.71 | 0       | −4      | 0       |
| Fuerza Cívica (Гражданская Сила, Grazhdanskaya Sila)                                                                                   | 733,604     | 1.05   | +1.05 | 0       | 0       | 0       |
| Unión de Fuerzas de Derecha (Союз Правых Сил, Soyuz Pravych Sil)                                                                       | 669,444     | 0.96   | −3.01 | 0       | −3      | 0       |
| Patriotas de Rusia (Патриоты России, Patrioty Rossii)                                                                                  | 615,417     | 0.89   | +0.89 | 0       | 0       | 0       |
| Partido de Justicia Social (Партия социальной справедливости, Partiya Sotsial'noy Spravedlivosti)                                      | 154,083     | 0.22   | −2.87 | 0       | 0       | 0       |
| Partido Democrático de Rusia (Демократическая Партия России, Demokratičeskaya Partiya Rossii)                                          | 89,780      | 0.13   | −0.09 | 0       | 0       | 0       |
| Votos válidos | 68,777,136  | 98.91  |       |         |         |         |
| Votos nulos | 759,929     | 1.09   |       |         |         |         |
| Total (participación del 63.71%) | 69,537,065  | 100.00 | 0     | 450     | 0       |         |
| Registrados | 109,145,517 |        |       |         |         |         |
| Fuente: Comisión Electoral Rusa |             |        |       |         |         |         |